# Pediacus mexicanus
Pediacus mexicanus är en skalbaggsart som beskrevs av Sharp 1899. Pediacus mexicanus ingår i släktet Pediacus och familjen plattbaggar. Inga underarter finns listade i Catalogue of Life.